# バツイチ2人は未定な関係
『バツイチ2人は未定な関係』（バツイチふたりはみていなかんけい）は、近由子による日本のウェブコミック作品。コミックシーモア内の「恋するソワレ」（シーモアコミックス）レーベル作品として、2020年11月14日より配信中。
バツイチの男女が、恋人でも家族でもない、「大切な人」という新しい関係を築き、人生を再出発する現代サバイバルストーリー。
2023年1月5日にテレビドラマ化された。

## 登場人物
藤田真実（ふじた まみ）
ヒロイン。バツイチのアラフォー女性。結婚も恋愛もいらないが、必要な時に一緒にいてくれる男性が欲しいと公言する。
中村修吾（なかむら しゅうご）
バツイチのアラフォー男性。真実の中学時代の同級生。真実の考えに共感する。

## 書誌情報
- 近由子『バツイチ2人は未定な関係』大誠社〈Only Lips comics〉、既刊3巻（2022年11月11日現在）
  1. 2022年08月12日発売[3]、ISBN 978-4-86518-150-0
  2. 2022年08月12日発売[3]、ISBN 978-4-86-518151-7
  3. 2022年11月11日発売[4]、ISBN 978-4-86518-166-1

## テレビドラマ
『バツイチ2人は未定な関係〜『ふつう』、やめます!編』（バツイチふたりはみていなかんけい ふつう やめます へん）のタイトルで、2023年1月5日（4日深夜）の0時45分 - 1時45分にテレビ朝日（関東ローカル）で放送された。主演は本仮屋ユイカ。

### キャスト

#### 主要人物
藤田真実
演 - 本仮屋ユイカ
ヒロイン。バツイチのアラフォー女性。結婚も恋愛もいらないが、必要な時に一緒にいてくれる男性が欲しいと公言する。
中村修吾
演 - 早乙女太一
バツイチのアラフォー男性。真実の中学時代の同級生。真実の考えに共感する。

#### 周辺人物
椎名弓美（しいな ゆみ）
演 - 水谷果穂
中村の後輩社員。中村に思いを寄せる。

### スタッフ
- 原作 - 近由子『バツイチ2人は未定な関係』（ソルマーレ編集部）
- 脚本 - 岸本鮎佳[2]
- 主題歌 - 和ぬか「LOVE is」（UNIVERSAL SIGMA）[7]
- 演出 - 樹下直美[2]
- ゼネラルプロデューサー - 大江達樹（テレビ朝日）[2]
- プロデューサー - 齋藤梨枝（テレビ朝日）[2]）、布施等（MMJ）[2]、小路美智子（MMJ）[2]
- 制作 - テレビ朝日、MMJ[2]

### スピンオフドラマ
『バツイチ2人は未定な関係〜人生は二択じゃない!編』（バツイチふたりはみていなかんけい じんせいはにたくじゃない へん）のタイトルで、動画配信サービス「TELASA」にて2023年1月5日（4日深夜）の1時45分より、地上波の本編終了後から配信された。
物語を別の側面から描く配信オリジナルバージョン。地上波版からさらに主人公・真実の視点が大きく広がり、中村との新たな日常を描く。

#### キャスト（スピンオフドラマ）

##### 主要人物
藤田真実
演 - 本仮屋ユイカ

中村修吾
演 - 早乙女太一

##### 周辺人物
牧野仁（まきの じん）
演 - 犬飼貴丈
真実が仕事でプロジェクトを一緒に進めることになる取引先の担当者。